# ونکی شلاختسکیه
ونکی شلاختسکیه (به لاتین: Łęki Szlacheckie) یک روستا در لهستان است که در گمینا ونکی شلاختسکیه واقع شده‌است. ونکی شلاختسکیه ۴۵۰ نفر جمعیت دارد.